# Zimny gejzer

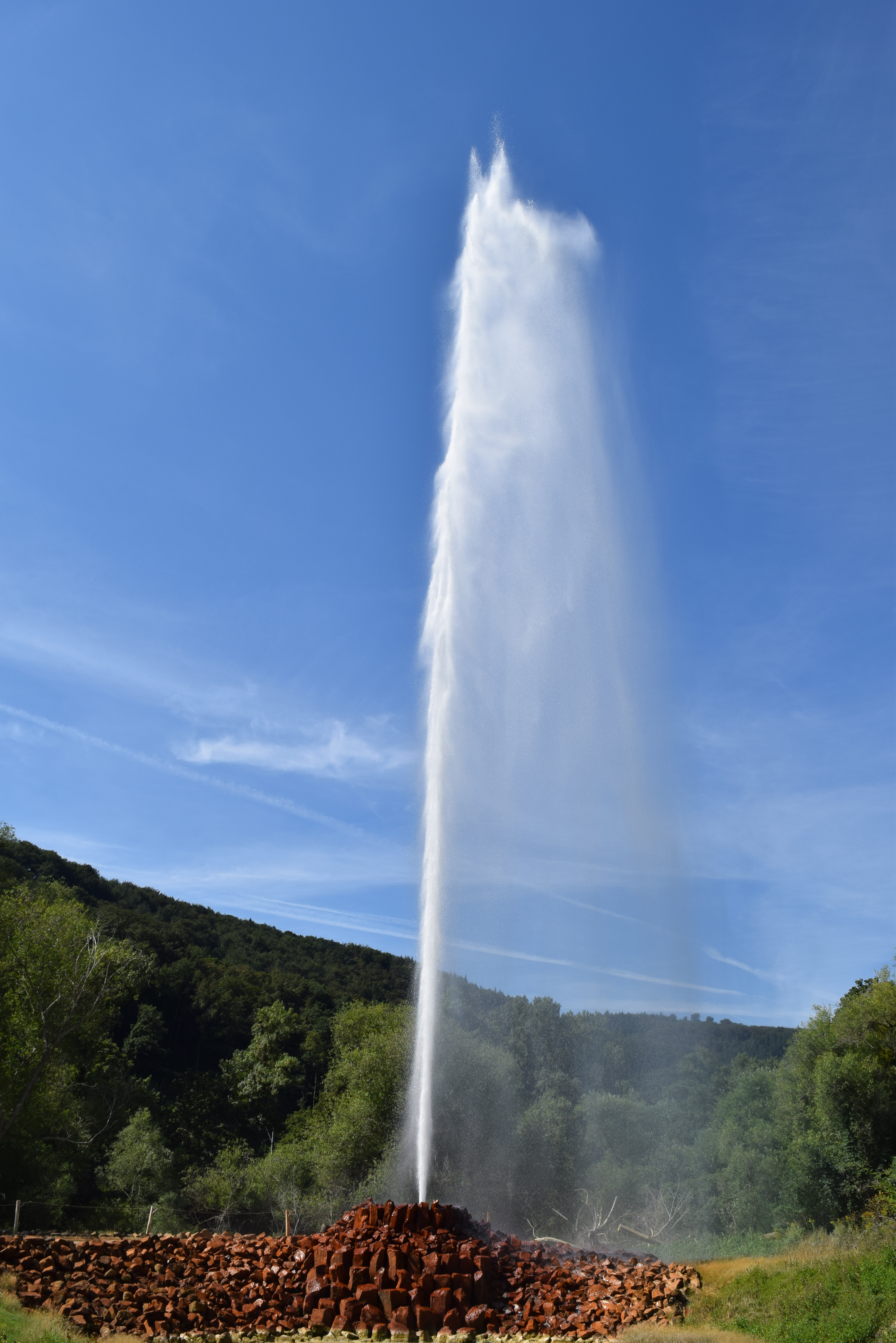
Największy na świecie zimny gejzer znajdujący się w Andernach

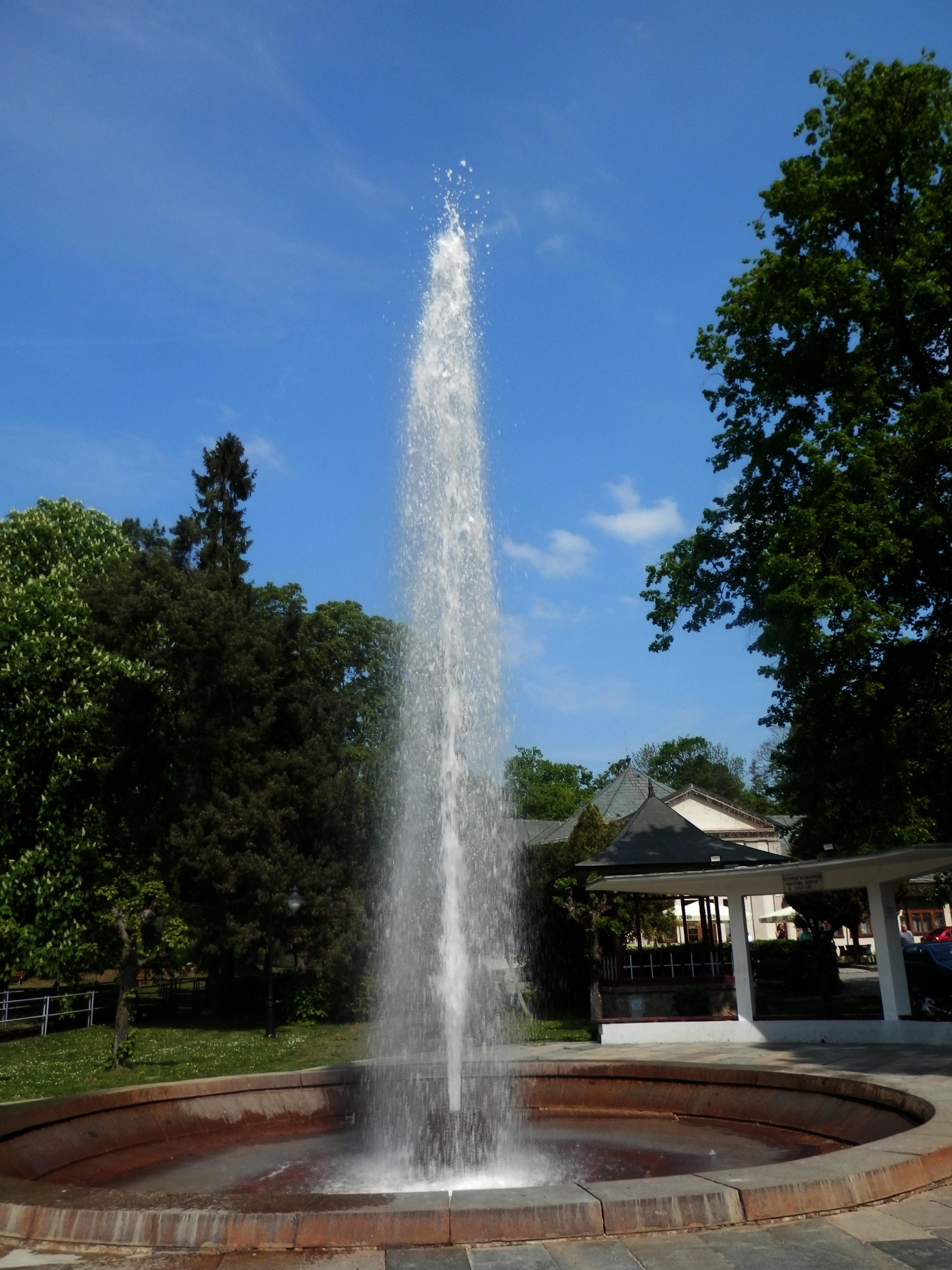
Zimny gejzer w Herľanach wpisany na słowacką listę informacyjną światowego dziedzictwa UNESCO

Zimny gejzer – rodzaj źródła, które okresowo wyrzuca gwałtownie strumienie wody pod wpływem naturalnie występującego dwutlenku węgla.
Wybuchy typowych gejzerów występują na skutek ogrzewania wody w procesie hydrotermalnym w wyniku czynnej lub niedawno wygasłej aktywności wulkanicznej. W przypadku zimnych gejzerów w warstwie wodonośnej występuje duża ilość dwutlenku węgla; woda wraz z dwutlenkiem węgla jest zatrzymywana przez pokrywającą warstwę wodonośną warstwę o niskiej przepuszczalności. W momencie powstania niewielkiej szczeliny w warstwie o niskiej przepuszczalności (zazwyczaj ich powstawanie jest spowodowane działalnością człowieka; często odwiertami mającymi dać dostęp do wód mineralnych) po osiągnięciu przez gazy odpowiednio wysokiego ciśnienia następuje wyrzucenie napływającej do szczeliny wody i erupcji zimnego gejzeru. Temperatura wody zimnego gejzeru podczas erupcji nie przekracza 20 stopni Celsjusza.
Zimne gejzery znajdują się m.in. w Andernach i Wallenborn w Niemczech oraz w Herľanach na Słowacji.